# コア＝メアル
コア＝メアル （Coat-Méal、ブルトン語:Koz-Meal）は、フランス、ブルターニュ地域圏、フィニステール県のコミューン。

## 概要
コア＝メアルはレオン地方に属する。ブレストの約15km北、アベル・ブノワ川の南、イロワーズ海に面する。ブール＝ブラン、プルヴィエン、トレグロヌ、プルガン、ギプロンヴェル、ミリザックと接している。
コア＝メアルは、ノートルダム・ド・ダウラス修道院に、レオン子爵ギヨマルシュ4世によって与えられた小修道院であった。
2010年5月、コミューン議会はブルトン語の日常使用を促進するYa d'ar brezhoneg憲章批准を可決した。

## 史跡

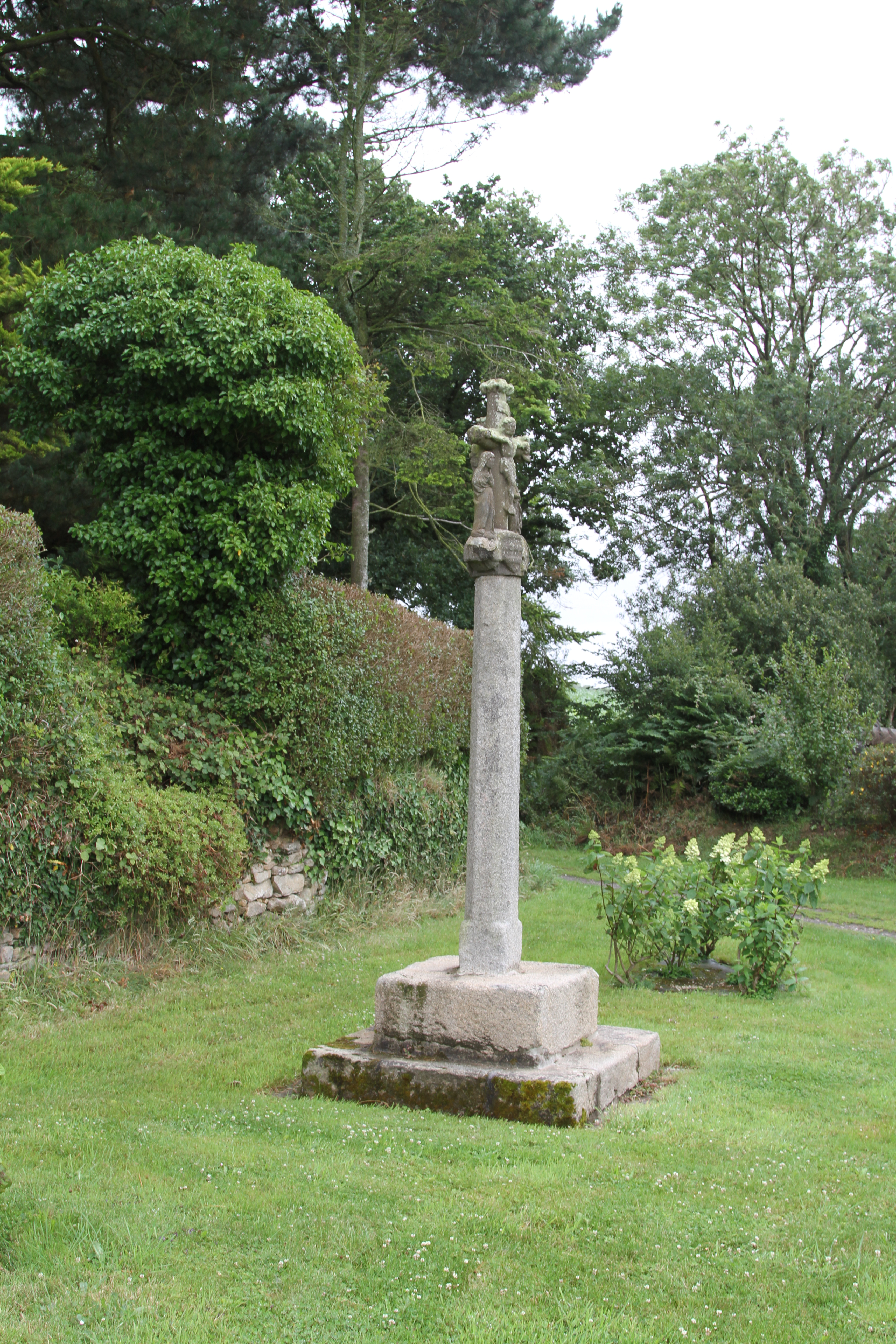
カステル・ユエルの十字架。15世紀初頭のもの

- ノートルダム・デ・セプ・ドゥルール教区教会 - かつてはロアン公爵家の小修道院及び礼拝堂であったが、18世紀終わりに教区教会となった。
- 戦死者慰霊塔 - フランスのために命を捧げた者（fr）30人の名が刻まれている。その内訳は、第一次世界大戦の戦死者18名、第二次世界大戦の戦死者8名、インドシナ戦争の戦死者3名、アルジェリア戦争の戦死者1名となっている[1]。
- カルヴェール（キリスト磔像）と十字架 - コミューン内には、昔起きた出来事に関連する場所を聖なる地にする目的で、カルヴェールや十字架が建てられている。10箇所がコミューン内に点在する[2]。
- カステル・ユエル（Castel Huel） - 封建時代のモット・アンド・ベーリー。ローマ時代からこの地にはこうした戦略上の砦があったと考えられている。

## 人口統計
| 1962年 | 1968年 | 1975年 | 1982年 | 1990年 | 1999年 | 2006年 | 2010年 |
| ------ | ------ | ------ | ------ | ------ | ------ | ------ | ------ |
| 481    | 456    | 508    | 632    | 669    | 737    | 934    | 1009   |

参照元:1999年までEHESS、2000年以降INSEE